# Yume Kōjō: Doki Doki Panic
Não é pra ser confuso com Yume Kōjō.
Yume Kōjō: Doki Doki Panic (em japonês: 夢工場ドキドキパニック - Yume Kōjō: Doki Doki Panikku) é um jogo de ação lançado pela parceria Nintendo-Fuji Television, e desenvolvido por Shigeru Miyamoto, para o console Famicom apenas no Japão em julho de 1987.
Fora do Japão, este jogo ficou conhecido por ter sido adaptado pela Nintendo quando da produção do Super Mario Bros. 2 (os 2 jogos são idênticos, fora algumas poucas modificações).

## História
O jogo conta a história de uma família que viaja ao mundo dentro de um livro mágico onde duas crianças estão presas, pois o maldoso Mamu havia levado as crianças para a sua fábrica de sonhos (que se encontra no sétimo mundo).
O jogo usa como inspiração o tema árabe, que pode ser percebido na vestimenta dos personagens, no próprio cenário. nos inimigos, no tapete voador e na lampada mágica, que se transforma numa porta, e te leva para uma espécie de subespaço.

## Jogabilidade
Yume Kōjō: Doki Doki Panic é um jogo de ação estilo plataforma dividido em seis mundos com três níveis cada e mais um mundo final com apenas dois níveis. Para cada mundo, o personagem tem que chegar ao final do nível e terminá-lo enfrentando um chefe ou simplesmente encontrando a esfera brilhante que vai abrir uma cara grande em que o personagem pode subir e entrar numa parte bônus para ganhar vidas. Atravessar cada nível requer encontrar chaves, que se encontra procurando dentro de vasos, abrindo portas, ou andando de foguete para uma área mais alta.
O jogo tem quatro personagens distintos selecionáveis, e o jogo só se conclui se o jogador passar por todas as fases com os quatro.

### Personagens
Cada personagem tem suas próprias características e qualidades.
- Papa: Rápido e ágil, com um 5/5 em força e velocidade, mas apenas um salto 2/5.
- Mama: A melhor saltadora dos quatro com um 5/5. Sua velocidade e potência são apenas 3/5.
- Imajin: O personagem mais equilibrado de todos. Seu salto, velocidade e poder são todos de 4/5.
- Lina: Um 2/5 em velocidade e potência e um 3/5 no salto. No entanto, ela tem a capacidade de flutuar por alguns segundos.

## Legado
O jogo foi criado para promover o evento Yume Kōjō' 87, patrocinado pela Fuji Television, e  que apresentou uma série de shows inéditos da Fuji TV e outros produtos. Os quatro personagens principais do jogo foram de fato os mascotes do festival e são de propriedade da Fuji Television.
No entanto, o resto do jogo - os inimigos, chefes, e os cenários eram todos de criação da Nintendo. Por esta razão, a Nintendo foi capaz de reutilizar tudo do jogo.
Apesar de o jogo nunca ganhar uma sequencia ou lançamento além dos domínios nipônicos, muitos dos inimigos do jogo foram aproveitados posteriormente na série Mario Brothers (como os Shy guys, por exemplo). O elenco principal de personagens nunca mais foi usado, devido à propriedade da Fuji Television.

## Créditos
- Desenvolvimento: Nintendo EAD
- Publicação: Nintendo e Fuji Television Network
- Diretor: Kensuke Tanabe[3]
- Produtor: Shigeru Miyamoto
- Compositor Musical: Koji Kondo
- Plataforma: Family Computer Disk System
- Data de lançamento: 10 de julho de 1987 (apenas no Japão)
- Modo: Single-player

## Ligações Externas
- reinodocogumelo.com/ Como se chamavam os personagens de Doki Doki Panic?
- gamehiker.com/
- br.337.com/[ligação inativa]